# 雅努斯拱門

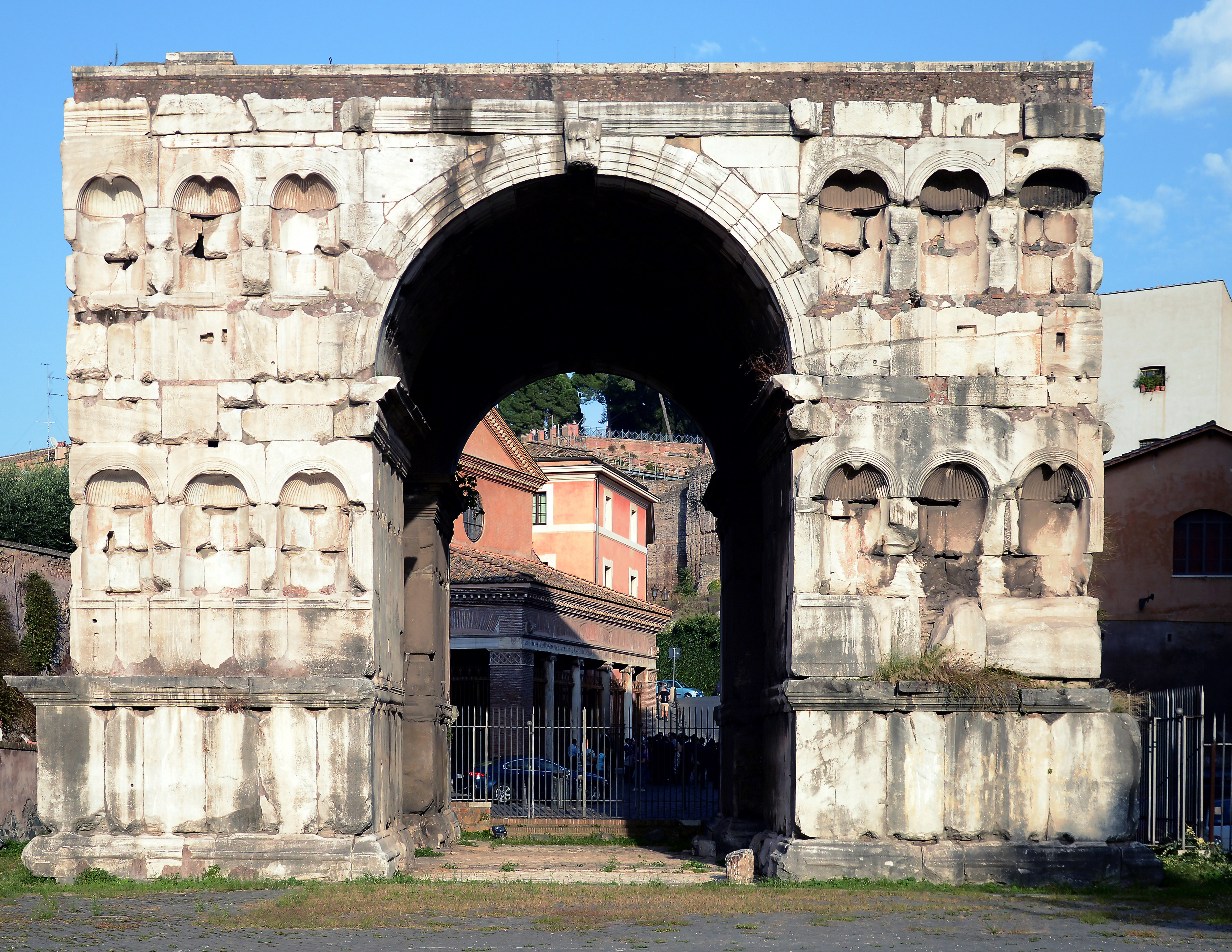
雅努斯拱門

雅努斯拱門（拉丁語：Ianus Quadrifrons）是位於義大利羅馬屠牛廣場附近的一個古羅馬時期的凱旋門，位於馬克西姆下水道之上。雅努斯拱門修建於4世紀初期，現在的名稱則是出自於文藝復興時期。